# Tsékhakronisme
 (octobre 2020).
Le contenu est difficilement compréhensible vu les erreurs de traduction, qui sont peut-être dues à l'utilisation d'un logiciel de traduction automatique.

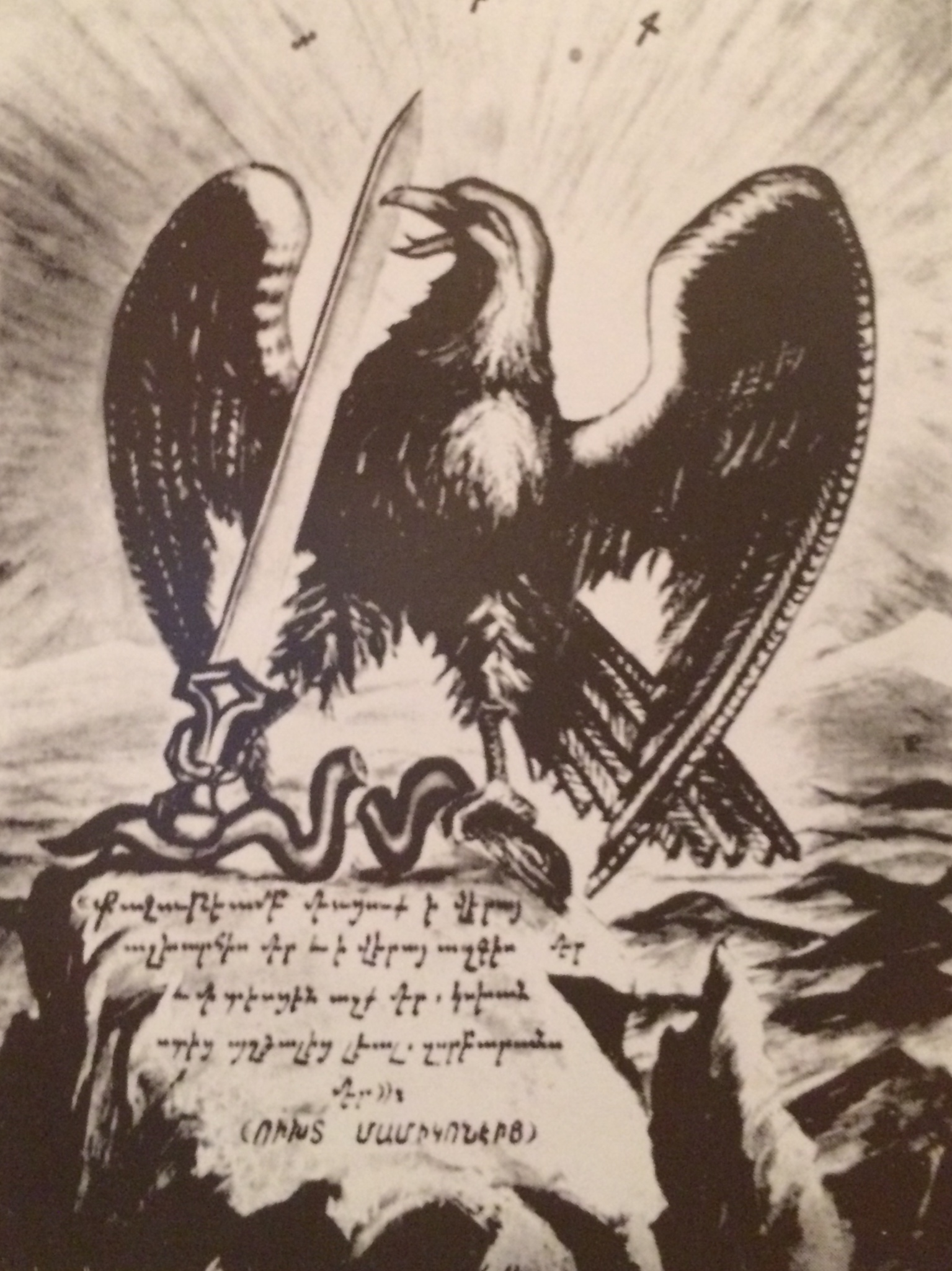
Symbole de tsékhakronisme - Aigle Taron

Le tsékhakronisme (arménien : Ցեղակրոնություն) est une idéologie ultra nationaliste, selon laquelle la valeur la plus élevée pour un individu serait sa nation, en dehors de laquelle il ne peut exister pleinement. Le tsékhakronisme a pour but d'unir le peuple arménien sur ses frontières historiques dans le cadre d'un seul État arménien .
L'idéologie du tsékhakronisme a été développée par Garéguine Njdeh et Hayk Asatryan dans les années 1930. Une partie constitutive du tsékhakronisme est l'idéologie du taronisme.

## Origine et signification du terme

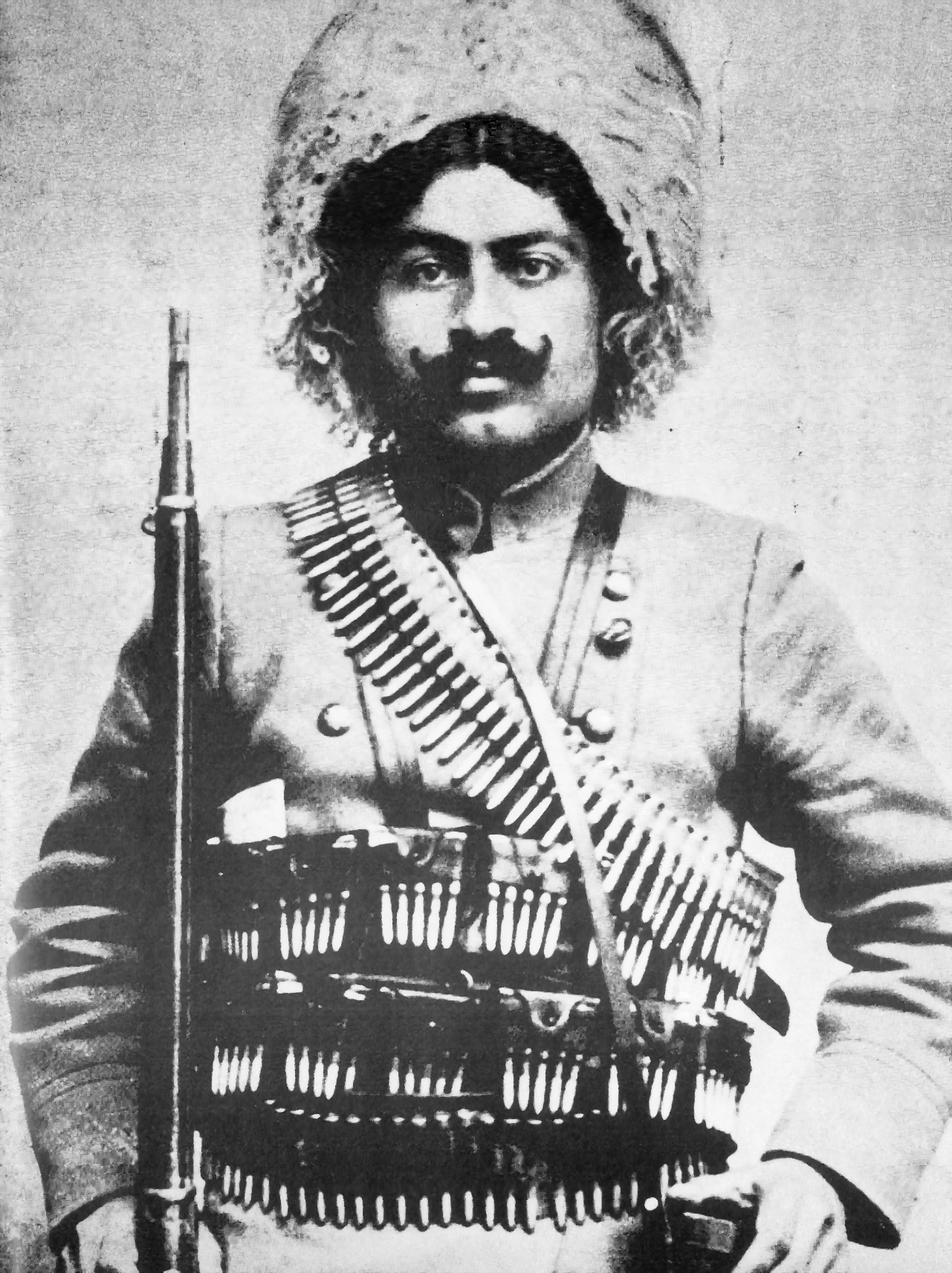
Garéguine Njdeh en 1913 durant les Guerres balkaniques.

L'auteur du nom et de l'idéologie elle-même est Garéguine Njdeh
Étymologie :
- tsékh : de l'arménien clan, tribu ; kron : de l'arménien foi, religion

Pour Nzhdeh, le concept de clan est beaucoup plus restrictif que l'acceptation anthropologique du mot :
« Dans son acception minimale, qui est aussi celle du langage courant, le terme « clan » désigne un groupement fondé sur la parenté : ses membres se reconnaissent descendants d'un même ancêtre. Cette signification fondamentale du clan en fait l'institution qui, par excellence, incarne et illustre un des principes de base de l'organisation de la vie en société : la consanguinité.
Le lien de sang, opposé au lien de territoire, paraît si important aux sociologues évolutionnistes du XIXe siècle que certains d'entre eux – sir Henry Maine dans son Ancient Law (1861) et Lewis H. Morgan dans son Ancient Society (1877) – en font un des traits distinctifs essentiels des organisations sociales dites, à cette époque, « primitives » ou « barbares ». Si ces ambitieuses généralisations ne sont plus acceptées par les anthropologues sociaux d'aujourd'hui, ces derniers s'accordent à souligner le rôle capital de la parenté dans les sociétés non industrielles et, particulièrement, non lettrées. »
Or, selon Nzhdeh, le tsekh se réfère non seulement au sang, mais également au sol, à la religion, et à la langue. Comme il l'écrivait, « il est difficile de définir [le tsekh] en langage scientifique - ici nous ne pouvons parler que de conscience relative » . Selon Nzhdeh, le tsekh « ne se limite pas aux vieux concepts », puisqu'ils ne peuvent être utilisés pour exprimer toute la profondeur du clan arménien. Comme l'a écrit Nzhdeh, un clan désigne plus qu'un groupe de personnes. Le clan existe depuis la nuit des temps,.
Le tsekhakron (arménien : ցեղակրոն) est un partisan porteur de l'idéologie du tsékhakronisme. Être tséhakron, selon Nzhdeh, signifie porter dans le cadre de votre individualité, ainsi que dans votre famille avec toutes ses caractéristiques, la moralité, et toutes ces qualités arméniennes qui se sont manifestées tout au long de l'histoire du peuple arménien. Le tséhakron est celui qui vit selon les principes et les valeurs traditionnelles du tsékhakronisme .
Le tsékhakronisme est plus fort que le patriotisme ou que le culte des ancêtres. Il a été choisi par Garéguine Njdeh comme nom d'un nouveau concept idéologique .

## Objectifs et idéologie

### Trois types d'Arméniens selon le tsékhakronisme
L'idéologie du tsékhakronisme divise les Arméniens en trois groupes en fonction de leur sentiment d'appartenance à la nation :
- Le clan national (tsekh),
- Les hésitants ou indécis (zhokhovourd) et
- Les anti-national (takank).

La plupart des Arméniens sont qualifiés, selon cette idéologie, d'hésitants ou d'indécis. C'est-à-dire qu'ils ne possèdent qu'en partie les qualités arméniennes. Seule une petite partie des Arméniens, avec leur sentiment d'appartenance à la nation et leur style de vie, agit comme une guilde et se reconnaît comme appartenant au « clan national ». Elle gagne ainsi le devoir morale de guider le peuple. La troisième partie des Arméniens sont les anti-nationaux, lesquels sont alors rejetés par le tsekh.
Un tsékhakron est une personne qui accepte l'idéologie du tsékhakronisme et qui promeut et vit selon ses principes.

### Le Tsékhakron
Le tsékhakron ne se sent pas soumis à l'influence perverse de son environnement, car il croit qu'il ne peut pas être vaincu s'il vit selon les valeurs claniques traditionnelles.
Le tsékhakron se voit comme un guerrier infatigable qui veille à ce que les sciences et les arts servent son clan de toutes les manières possibles.Il déteste la lâcheté. Ce n'est pas un hasard si l'expression « n'ayez pas peur ! » A été interdite dans les syndicats sous serment de Tsekhakron. (arménien : մի՛ վախնար), car pour le tsékhakron, craindre pour quelqu'un, c'est l'humilier (Ամերիկահայությունը 78).
Le tsékhakron obéit au clan qu'il aime par dessus tout. La volonté du clan, est la victoire et l’existence : Le tsékhakron se déclare prêt à périr pour le bien et l'existence de son clan et l'existence de l'État arménien reconstitue dans ses frontières maximalistes. L'idée de l'indépendance de l'Arménie est sacrée pour lui. Il croit que la véritable indépendance de l'État arménien est obtenue par le sang et son propre sacrifice.
Le tsékhakron est obligé de fonder une famille avec un représentant de son sang et d'avoir de nombreux descendants, car il croit que seule la naissance des enfants de sang pur assure la pérennité du clan.

Version vectorielle de l'aigle de Taron

Les ennemis originels du tsékhakron sont les Turcs (dans le sens générique du terme que les géographes traduirait par Turkmène), les bolcheviks et leurs agents, car ils sont vecteurs d'une religion ou d'une idéologie qui nient la nécessité de l'existence des nations et de la Grande Arménie en particulier.

#### Le groupe tsekhamard
Le groupe tsekhamard, en tant que représentant du tsekh (clan), est la meilleure partie de la nation arménienne, dont le but est de perpétuer la race arménienne. Le tsekhamard porte l'identité arménienne et la transmet à ses descendants. La patrie est indispensable pour le tsékhamard, et ce groupe a besoin de son indépendance comme il a besoin d'oxygène. C'est le Tsekhamard qui se bat délibérément et se sacrifie pour sauver l'honneur de la patrie (Լալայան, 2001). Les personnes du tsekhamard vivent au quotidien avec des idéaux et des objectifs éternels : la mémoire du passé, ainsi qu'une ferme croyance en l'avenir.

#### Le groupe zhokhovurd
Le zhoghovurd est un groupe d'indécis. Il est sensible à l'effet de foule. S'il est plus influencé par les takanks que par le tsekhamard il devient un élément nuisible au tsékhakron. Le tsékhakronisme recommande donc l'encadrement stricte de ce groupe pour son accomplissement. Les personnes du groupe zhoghovurd ne sont pas influencés dans leur vie par l'idéologie du tsékhakronisme.

#### Le groupe takank
Le takank est un groupe apostat, c'est un ennemi interne, au même titre que les étrangers. En tant qu'Arménien, un takank est considéré comme un lâche sans fierté. En tant que personne, un takank est perçu comme égocentrique et mercantile. Il ne ressent aucune obligation envers la nation et l'État arméniens, mais exige toujours, pour lui-même, quelque chose d'elle. Dans l'ensemble, le takank n'a pas de nationalité. Il constitue une partie morte de la nation. Le fait qu'il parle arménien n'est que la conséquence du fait que ses parents lui ont transmis cette langue comme moyen de communication et que lui-même n'en a pas encore trouvé une autre. Le takank ne reconnaît pas sa patrie. Pour le takank, l'argent est la valeur la plus élevée. Hayk Asatryan a qualifié ces personnes de « démons anti-claniques » (arménien : ցեղանենգ շեյթան).

### Cultes du Tséhakron
Une partie essentielle du tsékhakronisme est le culte du clan[réf. nécessaire], c'est-à-dire le culte des valeurs, des sanctuaires et des qualités du clan ainsi que l'adhésion aux traditions. Au sein du culte du clan, il existe sept cultes distincts :

#### Le culte de la patrie
Le culte de la patrie est la dévotion à la terre sur laquelle la nation arménienne s'est naturellement formée, sur laquelle elle a construit son État et sa civilisation et créé sa culture, terre sur laquelle reposent ses fils, ses filles et les ancêtres qui se sont battus pour elle.

#### Le culte du sang
Le tsékhakronisme prêche la pureté du sang arménien aryen, dans laquelle est vue l'avenir de la nation arménienne. Ce pan du culte du tsékhakronisme se rattache à la doctrine de l'Aryanisme.

#### Le culte de la langue
Sur la question de la langue, le tsékhakronisme est sans compromis : un Arménien est tenu de parler exclusivement arménien avec un autre arménien. Il rappelle que la mort de la langue entraînerait la mort du peuple. Partant de là, le tsékhakronisme prêche un culte à la langue maternelle, dont la pureté détermine l'avenir du peuple.

#### Le culte des morts pour le clan
Le culte de ceux qui sont morts en martyr pour de la nation arménienne, « qui, avec leur courage, sont devenus comme des lions, comme des dieux par leur dévotion, et qui, avec leur sang, ont assuré l'existence éternelle de notre famille et notre honneur »>[réf. nécessaire].

#### Le culte des ancêtres
Le Tsékhakronisme reconnaît comme le plus grand acte maléfique celui d’interrompre la connexion spirituelle entre les générations, interrompant ainsi la connexion organique du clan

#### Le culte de la force
Le tsékhakronisme promeut le culte de la force, car la vie cède la place à un esprit, un esprit et un corps forts. La vie a montré que le plus fort gagne, pas le plus juste. La faiblesse, notamment physique est de ce fait méprisée.

#### Le culte du chef
Le tsékhakronisme exige d'obéir à la volonté du clan, y compris d'obéir à la volonté du chef fort et juste du clan, qui est le porteur et l'enseignant de la vertu clanique[réf. nécessaire].

## Histoire

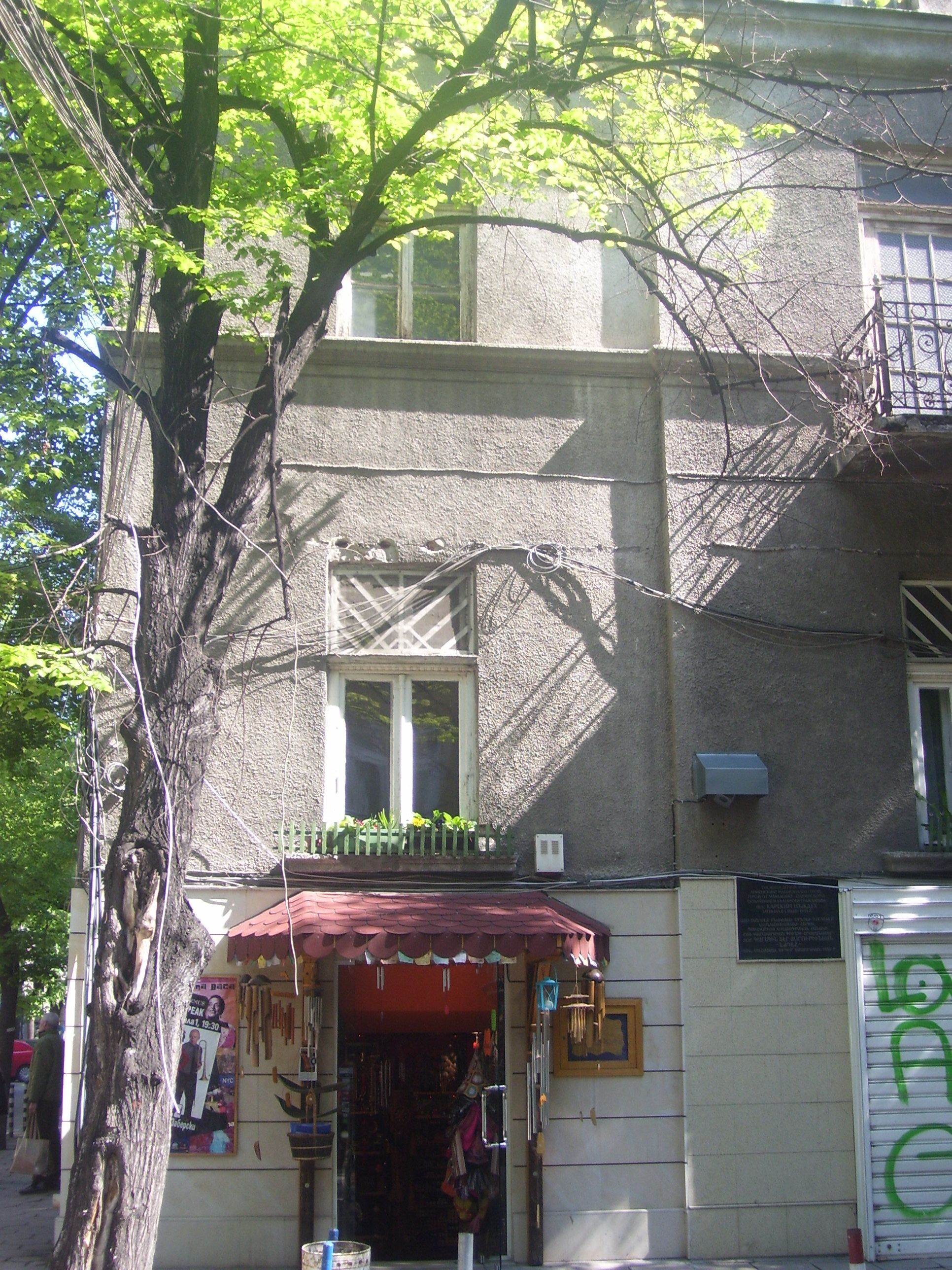
Maison Nzhdeh à Sofia

### Fondements idéologiques
L'idéologie du tsékhakronisme, créée par Garegin Nzhdeh, était basée sur les travaux de Ghevond Alishan, Raffi, Rafael Patkanyan, Daniel Varuzhan, Avetis Aharonyan et un certain nombre d'autres penseurs arméniens nationalistes. Cependant, il ne s'agissait que d'idées dispersées, qui ont été généralisées et enrichies ensuite par Nzhdeh .

### Syndicats de serment de Davidbekov
Les idées du tsékhakronisme sont originaires de Nzhdeh en Arménie, lorsqu'en 1919-1921 les syndicats sous serment de Davidbek ont été impliqués dans le Syunik gouverné par lui. Comme l'écrit Nzhdeh lui-même .

### Le tsékhakronisme et la doctrine de Friedrich Nietzsche
L'idéologie du tsékhakronisme valorise certains concepts développés par Friedrich Nietzsche. Il s'en distingue en revanche par la négation de l'individu en dehors du clan : L’individu n’existe que par le clan et le service que l’individu rend au clan. D'autre part Nietzsche ne reconnaît pas Dieu, tandis que le tsékhakronisme accepte son existence[réf. nécessaire], mais uniquement parce que le christianisme contribue à l'unité nationale. en ce sens, Nzhdeh qualifie le Tsékhakron de doctrine ethnoreligieuse.

### Le tsékhakronisme, l’Italie fasciste et l’Allemagne nazie
Dans l’Armenian Weekly (journal de la Fédération révolutionnaire arménienne édité à Boston) du 10 avril 1936, Njdeh déclare : « Aujourd’hui, l’Allemagne et l’Italie sont fortes car, comme nations, elles vivent et respirent en termes de race ». Avec Vahan Papazian, il siège au Conseil national arménien, créé à Berlin en 1942, et patronné par Alfred Rosenberg à partir du mois de décembre de cette année,.